# Cantautore/Venderò
Cantautore/Venderò è un singolo del cantautore italiano Edoardo Bennato, pubblicato nel 1976 estratto dall'album La torre di Babele.

## Descrizione
È il nono singolo di Bennato, quinto inciso con la Ricordi e prodotto da Alessandro Colombini ed Eugenio Bennato per la Edizioni Musicali Modulo Uno. La traccia del lato A Cantautore è in versione studio, mentre quella dell'album è in versione live.

Fu distribuito come promo per il solo circuito radiofonico.

## Tracce
Lato A
1. Cantautore – 5:07 (Edoardo Bennato)

Lato B
1. Venderò – 4:00 (testo: Eugenio Bennato – musica: Edoardo Bennato)